# Lagenida
Lagenida — ряд форамініфер. Ряд являє собою групу бентосних форамініфер, які мають оболонку з дрібних перфорованих[уточнити] радіальних кристалів кальциту, які оповиті органічними мембранами. Lagenida з'явились у верхньому силурі.

## Еволюція
Ряд характеризується утворенням стінки, складеної радіально орієнтованими кристалами кальциту. У більш розвинених представників ряду Lagenida подібна текстура пов'язана з наявністю дуже тонких порових канальців. Розвиток ряду починається, мабуть, в ордовику з однокамерних форм підродини Umbellinae, що родинні найбільш примітивним Parathuramminidae і через стадію одноосних багатокамерних, відомих з девону, призводить до утворення різної будови спіральних форм, що з'являються, ймовірно, також у девоні. Надалі, особливо, в мезозої, розвиваються різноманітні гетероморфні, а також вторинно одновісні і вторинно однокамерні форми. Можливо, що предками Lagenida були не однокамерні Umbellinae, що представляють в такому випадку сліпу гілку, а одновісні багатокамерні Caligellidae. Це питання залишається досі нез'ясованим через неповноту геологічного літопису.